# Escape Room (pel·lícula de 2019)
|  | Aquest article tracta sobre la pel·lícula estatunidenca de 2019. Si cerqueu la pel·lícula catalana de 2022, vegeu «Escape Room: La pel·lícula». |

Escape Room és una pel·lícula de terror psicològic de 2019 dirigida per Adam Robitel i escrita per Bragi F. Schut i Maria Melnik. És protagonitzada per Logan Miller, Deborah Ann Woll, Taylor Russell, Tyler Labine, Jay Ellis i Nik Dodani.
El desenvolupament de la pel·lícula va començar l'agost de 2017, aleshores sota el títol The Maze, i també va començar el procés de càsting. La filmació va tindre lloc a Sud-àfrica a finals de 2017 i fins al gener de 2018.
Escape Room va ser estrenada als Estats Units el 4 de gener de 2019 gràcies a Sony Pictures Entertainment i Columbia Pictures, i va ser un èxit de taquilla; recaptant més de 155 milions de dòlars a tot el món partint de la base d'un pressupost de 9 milions de dòlars. La pel·lícula va rebre crítiques de tot tipus per part dels crítics, van elogiar l'atmosfera de la pel·lícula i el repartiment, però alhora criticaven la trama familiar i el seu fracàs per a aprofitar al màxim la seua premissa. Es planeja llançar una seqüela el 2020.